# Hilmar Þorbjörnsson
Hilmar Þorbjörnsson (ur. 23 października 1934 w Reykjavíku, zm. 29 stycznia 1999 tamże) – islandzki lekkoatleta, sprinter.
Podczas igrzysk olimpijskich w Melbourne z wynikiem 10,9 w biegu na 100 metrów zajął 3. miejsce w swoim biegu eliminacyjnym i odpadł z dalszej rywalizacji.
Na tym samym dystansie podczas igrzysk olimpijskich w Rzymie z wynikiem 10,9 zajął 4. miejsce w swoim biegu eliminacyjnym i odpadł z dalszej rywalizacji.
Na eliminacjach 100 metrów zakończył także udział w mistrzostwach Europy w 1958 (czas 11,3).
Wielokrotny mistrz Islandii, reprezentant kraju w meczach międzypaństwowych.

## Rekordy życiowe
- Bieg na 100 metrów (hala) – 10,3 (1957) były rekord Islandii[3]